# Wychowanie obronne
Wychowanie obronne – szczególny rodzaj wychowania, które realizowane jest w powszechnym systemie kształcenia, celem przygotowania młodzieży do racjonalnych zachowań w obronie własnego kraju na wypadek klęsk żywiołowych oraz innych zagrożeń cywilizacyjnych, indywidualnych i zbiorowych. Jest procesem długotrwałym zmierzającym do kształtowania świadomości obronnej młodzieży, przysposobienia obronnego oraz do zapewnienia jej odpowiedniego rozwoju fizycznego i moralnego.
W Polsce wychowanie obronne ma bogate tradycje i sięga wielu lat wstecz. Dzieje wychowania obronnego można podzielić na kilka okresów:
1. od powstania państwa i jego sił zbrojnych do końca XV w.
2. od początku XVI w. do końca XVII w.
3. od początku XVIII w. do drugiego rozbioru
4. okres powstań narodowych i walk narodowowyzwoleńczych
5. lata 1918-1998